# I min Mästares hand
I min Mästares hand är en sång med text av Sam Gullberg och musik av Walter Erixon. Texten är hämtad från Jeremias brev 18:1-6.

## Publicerad i
- Segertoner 1988 som nr 604 under rubriken "Efterföljd – helgelse".[1]